# Lentner
Lentner är en tätt till kroppen slutande överklädnad av tjockt läder, som var en populär rustningstyp vid mitten 1300-talet och på 1360-talet började förstärkas med pånitade järnplattor.
Lentnern blev en föregångare till rustningarnas bröst- och ryggharnesk.